# 法務技官
法務技官（ほうむぎかん）は、法務省において技術を掌る官職の官名（技官）である。
国家公務員総合職試験並びに法務省専門職員（人間科学）採用試験で採用される矯正心理専門職の他、選考採用で採用される医療従事者、作業専門官がある。

## 矯正心理専門職（法務技官（心理））
採用試験

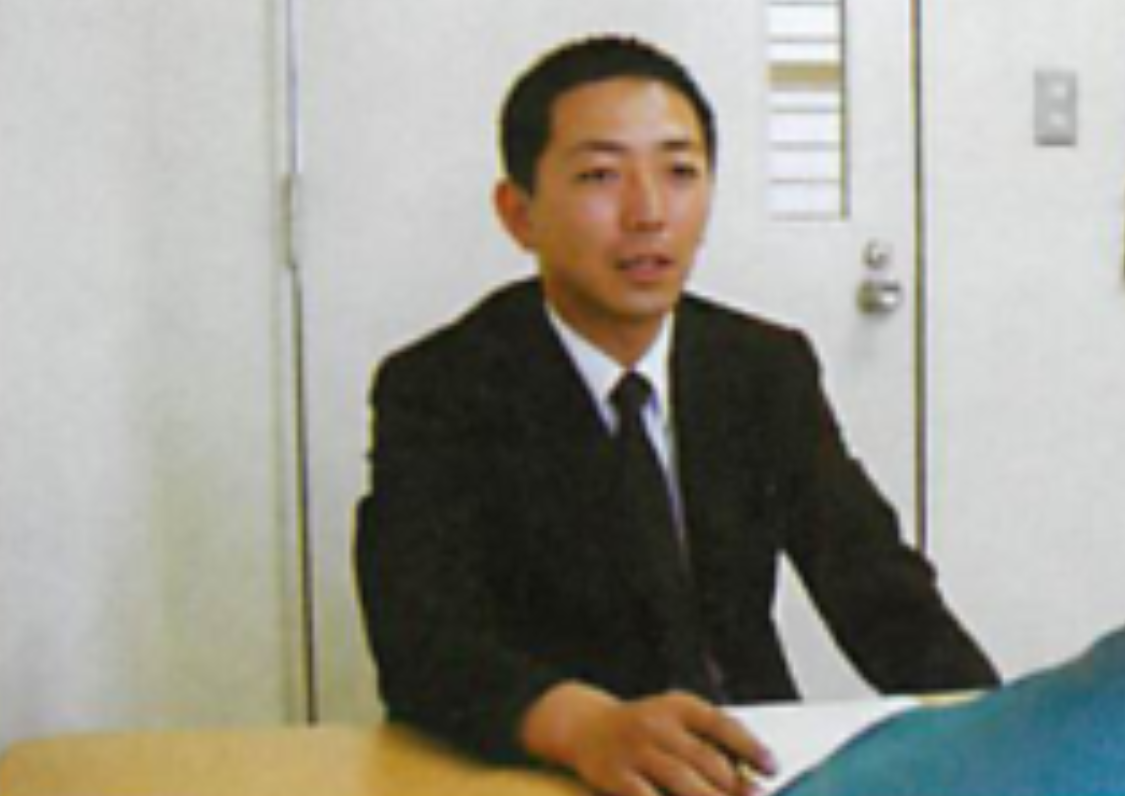
少年鑑別所での鑑別面接

国家公務員総合職試験並びに法務省専門職員（人間科学）採用試験の矯正心理専門職区分から採用される。職員の多くは心理学系大学院を修了し、臨床心理士・公認心理師など心理資格を所持する者で多数を占める。ただし、心理学系大学院での修了は必ずしも必須ではなく、大卒者も採用されている。
司法矯正領域の心理職のプロフェッショナルであり、とりわけ高い技術と能力が求められ、心理技官・鑑別技官とも呼ばれる。
職務内容
少年鑑別所では、法務教官に併任され法務技官兼法務教官として勤務する。入所した少年に対して面接や各種心理検査を行い、知能や性格等の資質上の特徴、非行に至った原因、今後の処遇上の指針を明らかにする。結果は、「鑑別結果通知書」として、家庭裁判所に送付され（収容審判鑑別）、審判や少年院・保護観察所での指導・援助に活用される。また、家庭裁判所の審判決定により、少年院に送致された少年や保護観察処分になった少年にも、専門的なアセスメント機能を活用して継続的に関与する（処遇鑑別）。 これらに加え、心理学に関する専門的な知見を生かして、地域社会の非行・犯罪の防止に貢献するため、一般の方や関係機関等からの依頼に応じ、相談・助言や心理検査等を行っており、学校等の関係機関と連携した非行防止や青少年の健全育成のための活動にも積極的に取り組んでいる（地域援助）。 他方、文書の書き直しを複数回命じられるほか、夜間宿日直勤務や出張、研修の多さなどにより、大変激務とされる。超過勤務やサービス残業を余儀なくされる上、矯正施設特有の風土に適応できなかったり、パワーハラスメントや厳しい指導を受けたりすることなどにより、心身に不調を訴えたり退職したりする者も少なくない。
刑事施設（刑務所、少年刑務所及び拘置所）では、「調査専門官」とも呼ばれ、 受刑者の改善更生を図るため、面接や各種心理検査を行い、犯罪に至った原因、今後の処遇上の指針を明らかにする。また、再犯防止に関する改善指導プログラムの実施や、受刑者へのカウンセリング等も行っている。 
少年院では、家庭裁判所の審判の結果、少年院送致となった少年に対し、一人ひとりに応じた矯正教育の計画策定、各種プログラムの実施等を行う。福祉や就労支援等の専門職員等と協力して、出院後に必要な支援につなぐ業務にも携わる。
近年、国家資格として新設された公認心理師の養成に係る実習を受け入れている少年鑑別所や刑務所もある。公認心理師法では、実践力の高い人材を養成する上で、大学・大学院外の施設における実習科目は非常に重要な科目として位置付けられている。実習施設には、矯正施設も含まれていることから、多くの矯正施設で公認心理師養成に係る実習を積極的に受け入れており、大学連携や教育にも非常に熱心である。。
研修・昇進
採用1年目に新規採用職員を対象とした基礎科研修、5年目に専門性を向上させるための応用科研修を受講するため、矯正研修所に入所する。基礎科研修では、矯正研修所での3か月間の集合研修を経て、さらに所属する施設にて約6ヶ月間の実務研修が行われる。 また、幹部職員となるための高等科研修や教育方法等に関する種々の専門研修のほか、海外・国内留学の制度などが設けられている。
昇任については、能力主義の人事管理を行っており、採用後おおむね5年目に専門官に昇任し、その後は統括専門官（課長相当）、首席専門官、施設長等に昇任する道も開かれている。
勤務地・制服・宿舎
勤務地等については、本人の希望を考慮して決定しており、原則として採用施設を所管する矯正管区の管轄地域内で異動する。主として少年鑑別所や少年院、刑事施設（刑務所、少年刑務所及び拘置所）などに勤務するほか、矯正管区や矯正局といった上級官庁で勤務することもあるが、その場合は法務技官ではなく法務事務官とされる。一般的に法務技官（心理）の人事異動の頻度は、他の矯正職員（刑務官、法務教官）と比較してかなり多く、最短1年ペースで異動することもある。 
法務教官に併任されている者については、制服が定期的に貸与される。官舎は、勤務庁の近隣に設けられており、公安職俸給表適用職員の特例により、その宿舎費は原則として無料となる。
諸手当
少年院・少年鑑別所に勤務する法務技官（心理）には、一般の国家公務員に適用される行政職俸給表（一）に比べ、12%程度給与水準の高い公安職俸給表（二）（令和2年度現在、東京都特別区内に勤務する場合の初任給の例は、248,400円）が適用される。刑務所や拘置所などに勤務する法務技官（心理）には、公安職俸給表（一）が適用される。このほかに，各種手当（扶養手当、住居手当、通勤手当、期末・勤勉手当、超過勤務手当等）が支給される。
勤務時間・休暇
1週当たりの勤務時間は、38時間45分（週休2日制）であり、1日7時間45分の勤務を行う場合と交替制勤務（昼間勤務と昼夜勤がある）を行う場合がある。少年鑑別所で勤務する法務技官（心理）は大変激務で、勤務時間内では到底片付けられないほどの業務量があり、管理職からは月の残業時間の上限を指定されることもあって、サービス残業を余儀なくされる。管理職は各職員の実拘束時間を適切に把握できていないことが多く、労働環境は一向に改善しない現状が続いている。
休暇制度は、年次休暇（年間20日間）のほかに病気休暇、特別休暇（夏季休暇、結婚・出産に伴う休暇等）及び介護休暇の制度が設けられている。ただし小規模施設では職員数が少ないため、育児休業等は取得できにくい雰囲気や現状が少なからず認められる。

## 矯正医官・医療従事者（看護師等）
医療従事者は有資格者を採用し、刑事施設（刑務所、少年刑務所及び拘置所）などに勤務する。矯正医官は医師が務める。法務省では矯正医官を希望する医学生に学費を貸与している。矯正医官は平日勤務時間（38時間45分）のうち最大19時間までを外部医療機関や大学等における調査研究や医療技技術向上を目的とする時間に充てることが可能である。個々の矯正施設の事情にもよるが、施設への出勤日を週2日とすることも可能である。また、国家公務員の医師としては例外的に兼業が認められている。

## 作業専門官
職務内容
作業専門官は刑事施設（刑務所・少年刑務所等）で，刑務作業の企画等の業務や安全衛生教育、刑務官と連携し、被収容者に対する刑務作業や職業訓練の指導を実施している 。
採用・応募資格
採用は、施設ごとに選考採用によって行われる。応募資格は、公募職種に関連する職業能力開発促進法に定める技能士、又は職業訓練指導員免許若しくはこれと同等以上の資格又は技能を有していると認められる者。また、公募職種によっては、公募職種に関連する資格も必要な場合がある（1級ボイラー技士、一級建築士、電気主任技術者、理容師、ガス溶接作業主任者、情報処理技術者）。大学工学部等の専門学部又は職業能力開発促進法に定める職業能力開発総合大学校長期課程等を卒業（卒業見込みを含む）していない者は、相応の実務等の経験が必要となる。
待遇
採用時は原則、公安職俸給表（一）3級または4級となる。
研修
採用後に初等科研修（新採用職員に対する研修）を矯正研修所及び採用庁で受講する。